# Paula Botet
Paula Botet (ur. 19 grudnia 2000 w Sallanches) – francuska biathlonistka, trzykrotna medalistka mistrzostw świata juniorów. 

## Kariera
Po raz pierwszy na arenie międzynarodowej pojawiła się w 2017 roku, startując w zawodach juniorskich w Obertilliach. Zajęła tam 27. miejsce w sprincie. W 2018 roku wystąpiła na mistrzostwach świata juniorów w Otepää, plasując się w czwartej i piątej dziesiątce. Podczas rozgrywanych rok później mistrzostw świata juniorów w Osrblie wywalczyła brązowy medal w sztafecie. W tej samej konkurencji zdobyła także złote medale na mistrzostwach świata juniorów w Lenzerheide w 2020 roku i mistrzostwach świata juniorów w Obertilliach rok później. Na ostatniej z tych imprez była też między innymi piąta w biegu indywidualnym.
W Pucharze Świata zadebiutowała 7 stycznia 2022 roku w Oberhofie, zajmując 39. miejsce w sprincie. Tym samym już w debiucie zdobyła pierwsze punkty. 22 stycznia 2022 roku w Rasen-Antholz, wspólnie z Chloé Chevalier, Justine Braisaz-Bouchet i Anaïs Bescond zajęła trzecie miejsce w sztafecie. Indywidualnie na podium zawodów pucharowych stanęła 9 stycznia 2025 roku w Oberhofie, wygrywając sprint.

## Osiągnięcia

### Mistrzostwa świata juniorów
| Rok  | Miejscowość  | Konkurencje | Konkurencje | Konkurencje | Konkurencje | Konkurencje | Konkurencje | Konkurencje |
| Rok  | Miejscowość  | IN          | SP          | PU          | MS          | RL          | MR          | SR          |
| ---- | ------------ | ----------- | ----------- | ----------- | ----------- | ----------- | ----------- | ----------- |
| 2018 | Otepää       | 44.         | 44.         | 36.         | nd.         | –           | nd.         | nd.         |
| 2019 | Osrblie      | 49.         | 43.         | 16.         | nd.         | 3.          | nd.         | nd.         |
| 2020 | Lenzerheide  | 15.         | 14.         | 26.         | nd.         | 1.          | nd.         | nd.         |
| 2021 | Obertilliach | 5.          | 16.         | 11.         | nd.         | 1.          | nd.         | nd.         |

### Puchar Świata

#### Miejsca w klasyfikacji generalnej
| Sezon     | Miejsce |
| --------- | ------- |
| 2021/2022 | 79.     |
| 2022/2023 | 68.     |
| 2024/2025 | 34.     |

#### Miejsca na podium indywidualnie
| Lp. | Dzień      | Rok  | Miejscowość | Konkurencja      | Lokata | Pudła | Czas biegu | Strata | Zwycięzca |
| --- | ---------- | ---- | ----------- | ---------------- | ------ | ----- | ---------- | ------ | --------- |
| 1.  | 9 stycznia | 2025 | Oberhof     | Sprint na 7,5 km | 1.     | 0+0   | 22:52,8    | –      | –         |